# Argyrodes
Argyrodes es un género de arácnidos de la familia Theridiidae). También son llamadas «arañas gotas de rocío», son las más conocidas como cleptoparásitos: roban presas de otras arañas. Invaden y residen en la telaraña de su anfitrión a pesar de que pueden tejer sus propias telarañas. Sin embargo a veces la relación puede ser comensal o mutua, incluso la araña gota de rocío se alimenta de pequeños insectos atrapados que no son comidos por el anfitrión. Algunas especies incluso se benefician con la presencia de la huésped. Muchas especies son de color negro con manchas plateadas. La mayoría de las especies son relativamente pequeñas. Por ejemplo A. incursus tiene una longitud de 3-4.5mm, mientras que  A. fissifrons tiene una longitud corporal de 12mm.

## Etimología
Su nombre deriva del griego (argyros = "plata" y odas = "similares").

## Lista de especies

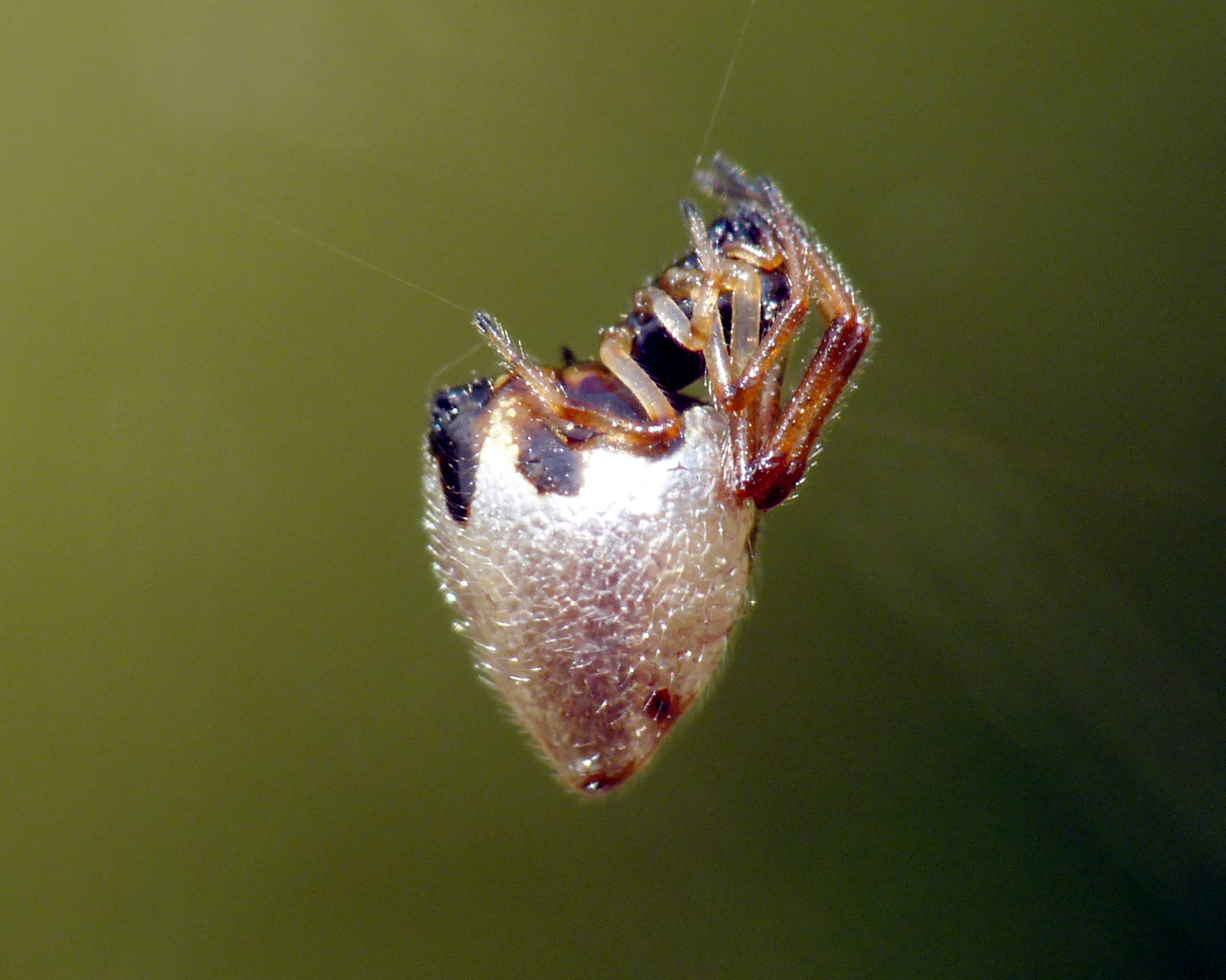
Argyrodes argyrodes

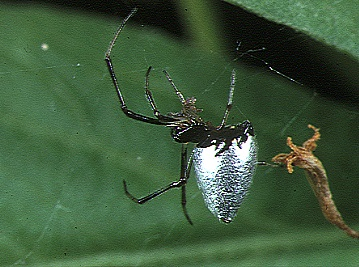
Argyrodes bonadea

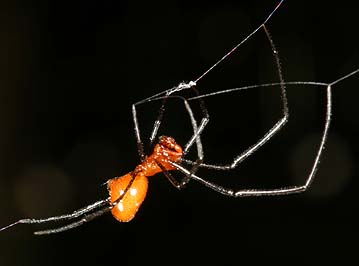
Argyrodes flavescens

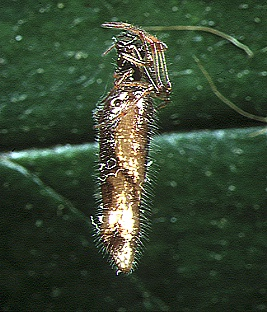
Argyrodes cylindratus

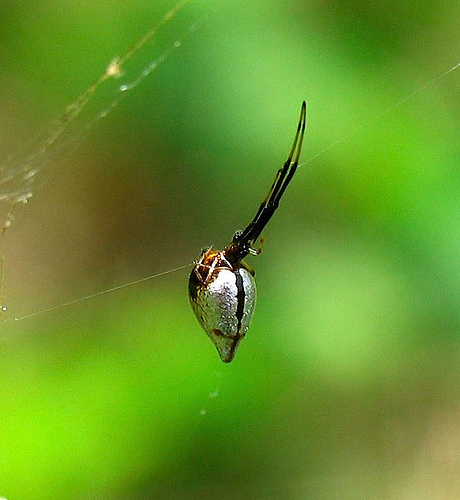
Argyrodes gibbosus

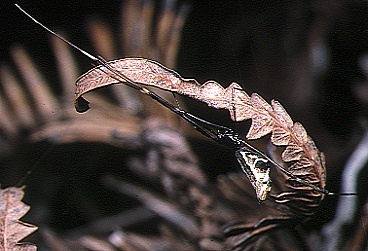
Argyrodes kumadai

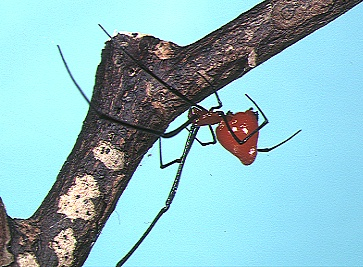
Argyrodes miniaceus

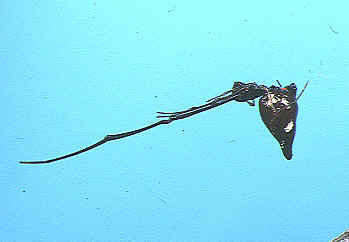
Argyrodes xiphias

- Argyrodes abscissus — (O. P.-Cambridge, 1880) — Madagascar
- Argyrodes alannae — (GroStal, 1999) — Australia este
- Argyrodes ambalikae — (Tikader, 1970) — India
- Argyrodes amboinensis — (Thorell, 1878) — Célebes, Amboina, Nueva Guinea, Nueva Caledonia
- Argyrodes andamanensis — (Tikader, 1977) — Islas Andamán
- Argyrodes antipodianus — (O. P.-Cambridge, 1880) — Australia, Nueva ZelandaNueva Caledonia
- Argyrodes apiculatus — (Thorell, 1895) — Birmania
- Argyrodes argentatus — (O. P.-Cambridge, 1880) — China, India Este, Hawái
- Argyrodes argyrodes — (Walckenaer, 1842) — Mediterráneo al este de África
- Argyrodes atriapicatus — (Strand, 1906) — Etiopía
- Argyrodes bandanus — (Strand, 1911) — Islas de Banda
- Argyrodes benedicti — (López, 1988) — Guyana francesa
- Argyrodes binotatus — (Rainbow, 1915) — Australia
- Argyrodes bonadea — (Karsch, 1881) — China, Corea, Taiwán, Japón, Filipinas
- Argyrodes borbonicus — (López, 1990) — Reunión (departamento de Francia)
- Argyrodes callipygus — (Thorell, 1895) — Birmania
- Argyrodes calmettei — (López, 1990) — Reunión (departamento de Francia)
- Argyrodes chionus — (Roberts, 1983) — Aldabra
- Argyrodes chiriatapuensis — (Tikader, 1977) — Islas Andamán
- Argyrodes chounguii López, 2010
- Argyrodes coactatus — (López, 1988) — Guyana francesa
- Argyrodes cognatus — (Blackwall, 1877) — Seychelles
- Argyrodes convivans — (Lawrence, 1937) — Sudáfrica
- Argyrodes cylindratus — (Thorell, 1898) — De Birmania a Japón
- Argyrodes cyrtophorae — (Tikader, 1963) — India
- Argyrodes delicatulus — (Thorell, 1878) — Isla de Ambon
- Argyrodes dipali — (Tikader, 1963) — India
- Argyrodes elevatus — (Taczanowski, 1873) — De Estados Unidos hasta Argentina, Islas Galápagos
- Argyrodes exlineae — (Caporiacco, 1949) — Kenia
- Argyrodes fasciatus — (Thorell, 1892) — Malasia, Singapur
- Argyrodes fissifrons — (O. P.-Cambridge, 1869) — De Sri lanka hasta China, Australia
- Argyrodes fissifrontellus — (Saaristo, 1978) — Seychelles
- Argyrodes flavescens — (O. P.-Cambridge, 1880) — De Sri Lanka a Corea, Japón, Nueva Guinea
- Argyrodes flavipes — (Rainbow, 1916) — Queensland
- Argyrodes fragilis — (Thorell, 1877) — Célebes
- Argyrodes gazedes — (Tikader, 1970) — India
- Argyrodes gazingensis — (Tikader, 1970) — India
- Argyrodes gemmatus Rainbow, 1920 — Isla de Lord Howe
- Argyrodes gouri Tikader, 1963 — India
- Argyrodes gracilis (L. Koch, 1872) — Isla de Lord Howe , Nueva Caledonia , Samoa
- Argyrodes hawaiiensis Simon, 1900 — Hawái
- Argyrodes huangsangensis Yin, Peng & Bao, 2004 — China
- Argyrodes incertus Wunderlich, 1987 — Islas canarias
- Argyrodes incisifrons Keyserling, 1890 — Queensland
- Argyrodes incursus Gray & Anderson, 1989 — Nueva gales del sur , Isla de Lord Howe
- Argyrodes insectus Schmidt, 2005 — Cabo Verde
- Argyrodes jamkhedes Tikader, 1963 — India
- Argyrodes kratochvili (Caporiacco, 1949) — Cabo Verde
- Argyrodes kualensis Hogg, 1927 — Malasia
- Argyrodes kulczynskii (Roewer, 1942) — Nueva guinea
- Argyrodes kumadai Chida & Tanikawa, 1999 — China, Taiwán, Japón
- Argyrodes lanyuensis Yoshida, Tso & Severinghaus, 1998 — Taiwán
- Argyrodes lepidus O. P.-Cambridge, 1879 — Nueva Zelanda
- Argyrodes levuca Strand, 1915 — Fiyi
- Argyrodes maculiger Strand, 1911 — Islas Kai
- Argyrodes margaritarius (Rainbow, 1894) — Nueva gales del sur
- Argyrodes mellissi (O. P.-Cambridge, 1869) — Isla Santa Elena
- Argyrodes mertoni Strand, 1911 — Islas Aru
- Argyrodes meus Strand, 1907 — Madagascar
  - Argyrodes meus poecilior Strand, 1913 — África central
- Argyrodes miltosus Zhu & Song, 1991 — China
- Argyrodes minax O. P.-Cambridge, 1880 — Madagascar, Islas Comoras
- Argyrodes miniaceus (Doleschall, 1857) — Corea, Japón to Australia
- Argyrodes modestus Thorell, 1899 — Camerún
- Argyrodes nasutus O. P.-Cambridge, 1880 — Sri Lanka
- Argyrodes neocaledonicus Berland, 1924 — Nueva Caledonia
- Argyrodes nephilae Taczanowski, 1873 — Estados Unidos, Federación de las Indias Occidentales to Argentina, Islas Galápagos
- Argyrodes parcestellatus Simon, 1909 — Vietnam
- Argyrodes pluto Banks, 1906 — Estados Unidos, México, Jamaica
- Argyrodes praeacutus Simon, 1903 — Guinea Ecuatorial
- Argyrodes projeles Tikader, 1970 — India
- Argyrodes rainbowi (Roewer, 1942) — Queensland , Nueva gales del sur
- Argyrodes reticola Strand, 1911 — Islas Aru
- Argyrodes rhomboides Yin, Peng & Bao, 2004 — China
- Argyrodes rostratus Blackwall, 1877 — Seychelles
- Argyrodes samoensis O. P.-Cambridge, 1880 — Nueva Caledonia , Samoa
- Argyrodes scapulatus Schmidt & Piepho, 1994 — Cabo Verde
- Argyrodes scintillulanus O. P.-Cambridge, 1880 — India , Sri Lanka
- Argyrodes sextuberculosus Strand, 1908 — Mozambique, Madagascar
  - Argyrodes sextuberculosus dilutior (Caporiacco, 1940) — Etiopía
- Argyrodes strandi (Caporiacco, 1940) — Etiopía
- Argyrodes stridulator Lawrence, 1937 — Sudáfrica
- Argyrodes sublimis L. Koch, 1872 — Fiyi
- Argyrodes sundaicus (Doleschall, 1859) — Tailandia, Java, New Britain
- Argyrodes tenuis Thorell, 1877 — Isla de Célebes
  - Argyrodes tenuis infumatus Thorell, 1878 — Isla de Ambon
- Argyrodes tripunctatus Simon, 1877 — Filipinas
- Argyrodes unimaculatus (Marples, 1955) — Samoa, Tongatapu, Niue
- Argyrodes vatovae (Caporiacco, 1940) — Etiopía
- Argyrodes viridis (Vinson, 1863) — Madagascar, Reunión (departamento de Francia)
- Argyrodes vittatus Bradley, 1877 — Nueva guinea
- Argyrodes weyrauchi Exline & Levi, 1962 — Perú
- Argyrodes wolfi Strand, 1911 — Nueva guinea
- Argyrodes yunnanensis Xu, Yin & Kim, 2000 — China
- Argyrodes zhui Zhu & Song, 1991 — China
- Argyrodes zonatus (Walckenaer, 1842) — África Oriental, Madagascar, Reunión (departamento de Francia), Bioko
  - Argyrodes zonatus occidentalis Simon, 1903 — Guinea-Bisáu